# Терентьево (Красноярский край)
Терентьево — деревня в Берёзовском районе Красноярского края России. Входит в состав Есаульского сельсовета. Находится на берегах реки Есауловка, примерно в 11 км к северо-востоку от районного центра, посёлка Берёзовка, на высоте 131 метра над уровнем моря.

## Население
| 1989 | 2002 | 2010 |
| ---- | ---- | ---- |
| 327  | ↗376 | ↘346 |

Гендерный состав
По данным Всероссийской переписи населения 2010 года 178 мужчин и 168 женщин из 346 чел.

## Улицы
Уличная сеть деревни состоит из 11 улиц и 2 переулков.